# العلاقات الأنغولية المجرية
العلاقات الأنغولية المجرية هي العلاقات الثنائية التي تجمع بين أنغولا والمجر.

## مقارنة بين البلدين
هذه مقارنة عامة ومرجعية للدولتين:
| وجه المقارنة                                              | أنغولا           | المجر                                                       |
| --------------------------------------------------------- | ---------------- | ----------------------------------------------------------- |
| المساحة (كم2)                                             | 1.25 مليون       | 93.04 ألف                                                   |
| عدد السكان (نسمة)                                         | 29.78 مليون      | 9.78 مليون                                                  |
| الكثافة السكانية (ن./كم²)                                 | 23.82            | 105.12                                                      |
| العاصمة                                                   | لواندا           | بودابست                                                     |
| اللغة الرسمية                                             | اللغة البرتغالية | لغة مجرية                                                   |
| العملة                                                    | كوانزا أنغولي    | فورنت مجري                                                  |
| الناتج المحلي الإجمالي (بليون دولار)                      | 124.21 مليار     | 139.14 مليار                                                |
| الناتج المحلي الإجمالي (تعادل القوة الشرائية) بليون دولار | 184.83 مليار     | 260.42 مليار                                                |
| الناتج المحلي الإجمالي الاسمي للفرد دولار أمريكي          | 4.10 ألف         | 12.36 ألف                                                   |
| الناتج المحلي الإجمالي للفرد دولار أمريكي                 |                  | 25.07 ألف                                                   |
| مؤشر التنمية البشرية                                      | 0.533            | 0.828                                                       |
| رمز المكالمات الدولي                                      | +244             | +36                                                         |
| رمز الإنترنت                                              | .ao              | .hu                                                         |
| المنطقة الزمنية                                           | ت ع م+01:00      | ت ع م+01:00، ت ع م+02:00، أوروبا/بودابست ‏، توقيت وسط أوروبا |

## منظمات دولية مشتركة
يشترك البلدان في عضوية مجموعة من المنظمات الدولية، منها:
| علم المنظمة | اسم المنظمة                        | تاريخ انضمام أنغولا | تاريخ انضمام المجر |
| ----------- | ---------------------------------- | ------------------- | ------------------ |
|             | منظمة الشرطة الجنائية الدولية      | ?                   | ?                  |
|             | منظمة التجارة العالمية             | ?                   | 1995               |
|             | منظمة حظر الأسلحة الكيميائية       | ?                   | ?                  |
|             | مؤسسة التمويل الدولية              | 19 سبتمبر 1989      | 29 أبريل 1985      |
|             | يونسكو                             | 11 مارس 1977        | 14 سبتمبر 1948     |
|             | البنك الدولي للإنشاء والتعمير      | 19 سبتمبر 1989      | 7 يوليو 1982       |
|             | مؤسسة التنمية الدولية              | 19 سبتمبر 1989      | 29 أبريل 1985      |
|             | الأمم المتحدة                      | 1 ديسمبر 1976       | 14 ديسمبر 1955     |
|             | وكالة ضمان الاستثمار متعدد الأطراف | 19 سبتمبر 1989      | 21 أبريل 1988      |
|             | الاتحاد الدولي للاتصالات           | 13 أكتوبر 1976      | 1866               |
|             | الاتحاد البريدي العالمي            | ?                   | ?                  |

## وصلات خارجية
- موقع وزارة الخارجية الأنغولية
- موقع وزارة الخارجية المجرية